# 沈子木
沈子木（1528年—1609年），字汝柟，號玉陽，浙江湖州府歸安縣人，明朝政治人物，嘉靖己未進士，萬曆年間官至南京右都御史。

## 生平
嘉靖三十七年（1558年）戊午科浙江鄉試第六十一名舉人，嘉靖三十八年（1559年）聯捷己未科進士。初授直隸當塗縣知縣。嘉靖四十五年（1566年），陞工部都水司員外郎。
隆慶改元，領南河治水患，晝夜宿河上。不久調江西建昌府知府。隆慶四年（1570年）冬入覲，次年升廣西副使，領右江兵備，深得兩廣總督殷正茂器重。以軍功晉右參政，仍領右江。不久，廣東征羅旁，移會沈子木督戰，窮其巢穴，拓地千里。萬曆五年（1577年），擢廣西按察使。聞母陸淑人死訊，丁憂回籍。仍以羅旁之功，晉右布政使。萬曆八年（1580年），為言官所訐，貶秩候調。補湖廣右參政，督轉漕運。萬曆十二年（1584年），晉湖廣按察使。萬曆十三年（1585年）遷山西右布政使，次年轉左布政使。萬曆十五年（1587年），晉都察院右副都御史，巡撫山西，督雁門等關軍務。以父年老回鄉，不久父喪，家居多年。
萬曆二十七年（1599年），起為南京太常寺卿，疏請將建文帝附於太祖祭祀。萬曆二十九年（1601年），升通政使。多次引病乞休不允，升南京都察院右都御史致仕。萬曆三十七年（1609年）因脾疾遽卒，年八十二，賜祭葬。安宗朝追諡恭靖。

## 事跡
沈子木是萬曆年間伪楚王案的重要人物。

## 著作
著有《撫晉疏鈔》《銀臺奏議》《建文祀典議》《警世類語》《諡議》《家訓理學詩》藏於家。

## 家族
曾祖沈玭；祖父沈鏊；父沈應登，曾任府通判。母朱氏；繼母陸氏。具慶下。弟沈子來。
子沈儆炤、沈儆焞、沈儆炌、沈儆烜。

## 墓葬
沈子木墓位於湖州府城南孔三圩。万历丙辰赐葬。

### 引文
1. ↑  《國朝獻徵錄·卷之六十四》：己酉八月遘脾疾卒，距生嘉靖戊子十月得年八十有二。
2. ↑  张朝瑞. . 《续修四库全书》史部第828册.
3. ↑  鲁小俊，江俊伟著. . 武汉: 武汉大学出版社. 2009. ISBN 978-7-307-07043-1.
4. ↑  《湖州府志》：沈子木，字汝枏，號玉陽，應登子，歸安人。嘉靖三十八年進士。知當塗縣。景藩之國，聲震可畏，子木要束上下，安行無敢撓。辛酉大祲，救之有方，民不告飢。陞工部主事。時世廟季年，工役繁興，貂璫為窟，子木綜覈嚴斷先事制之，不敢發。會河決，分理南河，躬自相度，久之功成。推守盱江，治獄平允。郡故有禦倭兵，司馬繩之急，大譁且甲。子木單騎諭之，各給糧，立散。時西粵征古田，制府殷委以兵事。懷遠孤懸萬山中，時有馬令，議築城以守。上主其說，城未半賊襲，殺之。事聞，行剿子木駐融縣，去賊三十里，密期浙兵扼其要害，徐設方畧乘夜先登，連破七十餘寨，斬首三千級，獲其酉晉參知，仍領右江并督羅旁軍事，盡平諸寇。以羅旁功，擢右布政使，旋藩楚，督漕政。楚漕舟兌漢口，水波險惡，議移會城，遂免其患。轉山西布政使。值大飢，請十萬金為賑，全活甚眾。旋擢右副都御史，督雁門三關事。宗人橫甚，疏請嚴治，眾始帖然。大興屯田，又緩催科，築亭障，懲朘削，文武競勸，進貳樞府，上疏革市貨，議定，歲減緡錢十餘萬。既受代，即歸。父沒終喪，起用南京太常寺卿，再辭不允。至南京，感慨革除事，疏言：建文五年正朔，當成祖時，以天子禮葬，遣官致祭，則成祖之不欲廢殄其祀意可知也。相沿至今，藐無成說。皇上初年，特祀死節諸臣，忠於建文者且得祀矣。而建文獨不得祀，臣以為留京誕育之地，宜即於其處祔食於高帝，則大義彰而大典秩。上是之，下部覆如議，不報。又雷變有疏。越明年，罷礦役，以稅務歸有司。時河工告急，又疏請發內帑，語多激切，皆不報。晉南京右都御史，歸，明年卒。諡恭靖。歿後，遠近嗟悼。所著有《撫晉疏鈔》《銀臺奏議》《建文祀典議》《警世類語》《諡議》《家訓理學詩》藏於家。子儆炌。朱國楨《沈玉陽行狀》。
5. ↑  《弘光實錄鈔》：八月癸卯 諡沈子木恭靖、沈儆玠襄敏。子木於楚宗之事，犯清議，以逢迎一貫，儆玠亦不足道。其諡，以孫胤培長吏垣也。
6. ↑  《明神宗显皇帝实录·卷之三百七十六》万历三十年九月己未朔 ○工部尚书姚继可因御史刘九经论通政使沉子木匿汪先岸参继可疏不以闻又转送副封谓吏部侍郎一推竟出于继可报其所厚上疏自辩云臣推举子木在先岸未上疏二十四日之前臣何由能知先岸参臣而预推子木以为报德地自臣会推子木之后先岸参臣之前并无别疏投通政司子木何从匿不以闻又安有副封转送于臣此该司僚友所共见闻岂能掩众人之耳目乎祗缘臣人微望轻甫任六月人言三至则臣之不识可见况目疾未愈昏眊日加司空之任实不能堪伏望  皇上垂悯早放以息众论诏汪先岸妄劾大臣已加薄处刘九经如何又摧折老成横及多官朝廷将何倚用令降三级调外用卿推举无私宜安心供职不准辞董裕沉子木范醇敬俱令仍旧供职
7. ↑  龚延明主编. . 宁波: 宁波出版社. 2016. ISBN 978-7-5526-2320-8. 《天一閣藏明代科舉錄選刊.登科錄》之《嘉靖三十八年己未科登科錄》
8. ↑  《湖州府志·卷二十四》：右都御史沈子木墓在府城南孔三圩。万历丙辰赐葬。

### 書目
- 申時行《資善大夫南京都察院右都御史玉阳沈公神道碑銘》
- 孙矿《南京都察院右都御史玉阳沈公子木墓志铭》